# Проспект Владимира Ивасюка
Проспе́кт Влади́мира Ивасюка́ (до 2022 года — Проспект Героев Сталинграда) (укр. проспе́кт Володимира Івасюка) — проспект в Оболонском районе города Киева, жилой массив Оболонь. Пролегает от путепровода на проспекте Степана Бандеры (как продолжение Набережно-Рыбальской дороги) до Северной улицы.
Примыкают озеро Вербное, улицы Приозёрная, Александра Архипенко, Героев полка «Азов», Левка Лукьяненко, Приречная (дважды) и Героев Днепра.

## История
Проспект возник в 1973 году под названием Набережная Славутича, поскольку в начальной части проходит поблизости берега Днепра. С 1982 по 2022 год носил название  - проспект Героев Сталинграда. С 12 сентября 2022 года получил новое название - проспект Владимира Ивасюка, в честь выдающегося украинского композитора Владимира Ивасюка.

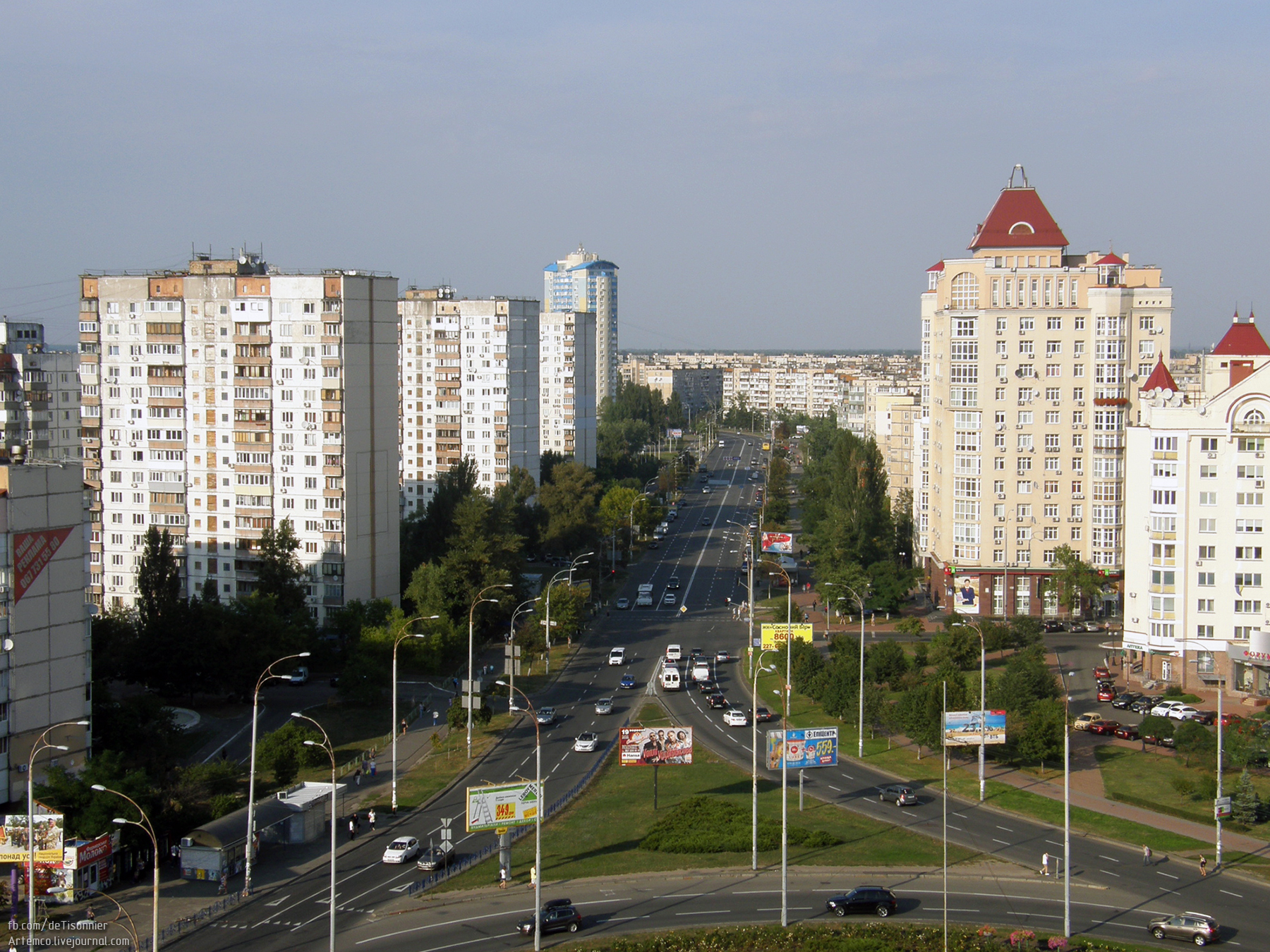
Проспект на север от площади Михаила Загороднего

## Учреждения и заведения
- Школа І-ІІ ступеней - лицей "Управленческие технологии №240 "Социум" (дом № 39Г)
- Гимназия «Потенциал» (дом № 47)
- Государственная налоговая инспекция в Оболонском районе ГУ ДФС в г. Киеве (дом № 58)